# In-Quest
In-Quest fue una banda de death metal técnico proveniente de Bélgica. En un principio mantuvieron un contrato con la disquera Good Life Recordings. La banda tuvo cierta fama "underground" a mediados de los 90, además de tener entre sus filas a Sven de Caluwe como vocalista desde el 2002 hasta el 2004, cuando salió de la banda pare enfocarse en Aborted, siendo reemplazado por el vocalista sueco Mike Löfberg (de Blockhead). Han lanzado un total de seis álbum hasta la fecha con una edición especial en vinil lanzada en el 2010.
In-Quest ha participado en numerosos festivales en Bélgica y Holanda, tales como el Frostrock, Flanders Fields of Death, Arnhem Metal Meeting y (participando junto a bandas de renombre como Slipknot, Fear Factory, Nile, Motörhead, Saxon y Ensiferum) en el Graspop Metal Meeting en el 2005 (Metal Dome), en el 2006 (marquesina 1) y en el 2009 (en el mismo festival). En el 2006, In-Quest abrió una presentación para Fear Factory en la gira "Fifteen Years of Fear".

## Integrantes

### Actuales
- Mike Löfberg - voz (2004-)
- Gert Monden - batería (1994-)
- Douglas Verhoeven - guitarra (1999-)
- Korneel Lauwereins - guitarra (anteriormente bajista) (2007-)
- Frederick Peeters - bajo (2010-)

### Pasados
Vocalistas
- NG "Noise Grinder" Ben Adams (1994-2002)
- Sven de Caluwé	(2002-2004)

Guitarristas
- Laurent Swaan ("1992-"1994)
- Wim Roelants (1994-1999)
- Jan Geenen (también bajo, "1992-"2006)
- Valéry Bottin (2006-2010)

Bajistas
- Manu van Tichelen (1997-2005)
- Joël Decoster 2005-2007)
- Jan Geenen ("1992-"1997) '97-'06 Guitar

Tour
- Dimitri Janssens (2002) Vocalista
- Ian van Gemeren (2006) Guitarrista

Alineación del periodo como "System Shit" activa en 1992-1994
- NG "Noise Grinder" Ben Adams - voz
- Gert Monden - batería (actualmente el único miembro original) (1992-present)
- Laurent Swaan - guitarra
- Jan Geenen - bajo

## Discografía
- Xylad Valox (demo, 1995)
- Extrusion: Battlehymns (álbum, Teutonic Existence, 1997)
- Operation: Citadel (álbum, Shiver Records, 1999)
- Destination: Pyroclasm (álbum, Soulreaper Records, 2003)
- Epileptic (álbum, Soulreaper, 2004)
- The Comatose Quandaries (álbum, Good Life Recordings, 2005)
- Made Out Of Negative Matter (álbum, 2009)